# Philip Morris (sigarette)

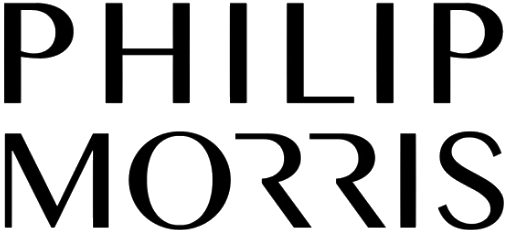
Logo

Philip Morris (precedentemente Diana) è una marca di sigarette prodotte e commercializzate dalla Philip Morris USA, sussidiaria della Altria Group (conosciuta precedentemente come Philip Morris Companies Inc.), negli Stati Uniti d'America, e dalla Philip Morris International, nel resto del mondo.

## In Italia
Nel commercio italiano si trovavano diverse varianti. In tutte, lo slogan presente nel retro della confezione era "Diana in ogni dettaglio", ed era posto sotto la marca.
I pacchetti avevano diverso aspetto: quello tradizionale era composto dalla scritta Diana in verticale a destra con dei piccoli rombi sparsi, altri sono stati prodotti occasionalmente, come quello per il 150º anniversario d'unità d'Italia. 

Nel 2014 il pacchetto cambia look con la scritta bianca Diana in orizzontale contornata da una "D" somigliante ad un triangolo avente il colore che corrisponde al tipo di sigaretta. Il resto del pacchetto era bianco con linee sottili grigie che girano attorno al pacchetto. Oltre alle sigarette preconfezionate, esistono due tipi di trinciati: "Philip Morris Volume Tobacco" da 30g e "Philip Morris Blue" da 30g.
Da giugno 2015 Diana cambia nome e look chiamandosi Philip Morris. 
Le varianti delle sigarette preconfezionate sono:
- Filter Kings
- Red (ex Rossa, in formato box, soft)
- Red 100's (ex Rossa 100's)
- Blue (ex Blu, in formato box, soft)
- Blue 100's (ex Blu 100's)
- Azure (ex Azzurra)
- Azure 100's (ex Azzurra 100's)
- White (ex Bianca)
- Selection One 100's (ex Bianca 100's)
- SSL Blue (ex Slim Blu)
- SSL Beige

## Contenuto
| Pacchetto                                       | Catrame | Nicotina | Monossido di carbonio (CO) |
| ----------------------------------------------- | ------- | -------- | -------------------------- |
| Philip Morris Red                               | 10 mg   | 0,9 mg   | 10 mg                      |
| Philip Morris Filter Kings                      | 10 mg   | 0,8 mg   | 10 mg                      |
| Philip Morris Red 100's (Diana Rossa 100's)     | 10 mg   | 0,7 mg   | 10 mg                      |
| Philip Morris Blue (Diana Blu)                  | 8 mg    | 0,6 mg   | 9 mg                       |
| Philip Morris Blue 100's (Diana Blu 100's)      | 8 mg    | 0,6 mg   | 9 mg                       |
| Philip Morris Azure (Diana Azzurra)             | 4 mg    | 0,3 mg   | 5 mg                       |
| Philip Morris Azure 100's (Diana Azzurra 100's) | 3 mg    | 0,3 mg   | 4 mg                       |
| Philip Morris White (Diana Bianca)              | 1 mg    | 0,1 mg   | 2 mg                       |
| Philip Morris Slim (Diana Slim Blu)             | 6 mg    | 0,5 mg   | 5 mg                       |